# Привалов Денис Леонідович
Привалов Денис Леонідович (нар. 1978, Москва) — російський артист та сценарист, в минулому фронтмен команди КВК «Мегаполіс».

## Біографія
Народився в Москві. З 2004 по 2007 рік був капітаном московської команди КВН «Мегаполіс» разом з Наталією Єпрікян, яка ставала чемпіоном Прем'єр-ліги (2004) і спів-чемпіоном Вищої ліги 2005 року. У 2006 році був одним з засновників музично-гумористичної програми Першого каналу «Весна з Іваном Ургантом». У жовтні 2007 року як запрошений гість став учасником імпровізаційного шоу каналу СТС «Слава Богу, ти прийшов!» З 2008 року Денис Привалов разом з колишнім колегою по команді Денисом Ртищевим працює сценаристом інформаційно-розважальної передачі Першого каналу «Прожекторперісхілтон».
У складі творчого колективу авторів 2009 року став номінантом, а 2010 року — володарем російської національної телевізійної премії ТЕФІ в категорії «Сценарист телевізійної програми».
У вересні 2010 року став одним з провідних учасників гумористичного шоу «Yesterday live», де виступив виконавцем гумористичних каверів на відомі пісні. 2011 року залишає участь у «Yesterday live», але продовжує працювати сценаристом.

## Переспіви
| Рік  | Переспів                                    | Оригінал                                 |
| ---- | ------------------------------------------- | ---------------------------------------- |
| 2005 | «Баллада о мозге»                           | Москва, Dschinghis Khan                  |
| 2005 | «Дозвонитесь до Сванидзе»                   | «Позвони мне, позвони», фільм «Карнавал» |
| 2010 | «Город герой Москва»                        | «Москвички», Любэ                        |
| 2010 | «Ку-клукс-клан»                             | «Кукла», Машина времени                  |
| 2010 | «Латентный блюз» («Вытри мне сопли»)        | «Killing Me Softly»                      |
| 2010 | «Обед с отцом»                              | «Одеський порт», Леонід Утьосов          |
| 2010 | «Песня о черепахах»                         | «Летят перелётные птицы»                 |
| 2010 | «Песня про Усачёвский рынок» («Люля-Кебаб») |                                          |
| 2011 | «Новый год хуже дня десантника»             | «Confessa», Челентано Адріано            |

## Відеокліпи
| Дата виходу       | Назва                                       |
| ----------------- | ------------------------------------------- |
| Вересень, 2010    | «Латентный блюз»                            |
| Жовтень, 2010     | «Обед с отцом»                              |
| 14 Листопада 2010 | «Песня о черепахах»                         |
| 12 грудня 2010    | «Песня про Усачёвский рынок» («Люля-Кебаб») |
| 8 січня 2011      | «Новый год хуже дня десантника» (Дід Мороз) |